# Município de Congress (condado de Morrow, Ohio)
Localização do Ohio nos E.U.A.
O município de Congress (em inglês: Congress Township) é um município localizado no condado de Morrow no estado estadounidense de Ohio. No ano 2010 tinha uma população de 2701 habitantes e uma densidade populacional de 32,94 pessoas por km².

## Geografia
O município de Congress encontra-se localizado nas coordenadas 40° 35′ 40″ N, 82° 44′ 16″ O. Segundo a Departamento do Censo dos Estados Unidos, o município tem uma superfície total de 82.01 km², da qual 81,21 km² correspondem a terra firme e (0,98 %) 0,8 km² é água.

## Demografia
Segundo o censo de 2010, tinha 2701 pessoas residindo no município de Congress. A densidade de população era de 32,94 hab./km².